# Cryptophagus pseudoschmidti
Cryptophagus pseudoschmidti là một loài bọ cánh cứng trong họ Cryptophagidae. Loài này được Woodroffe miêu tả khoa học năm 1970.